# Comtesse Dash

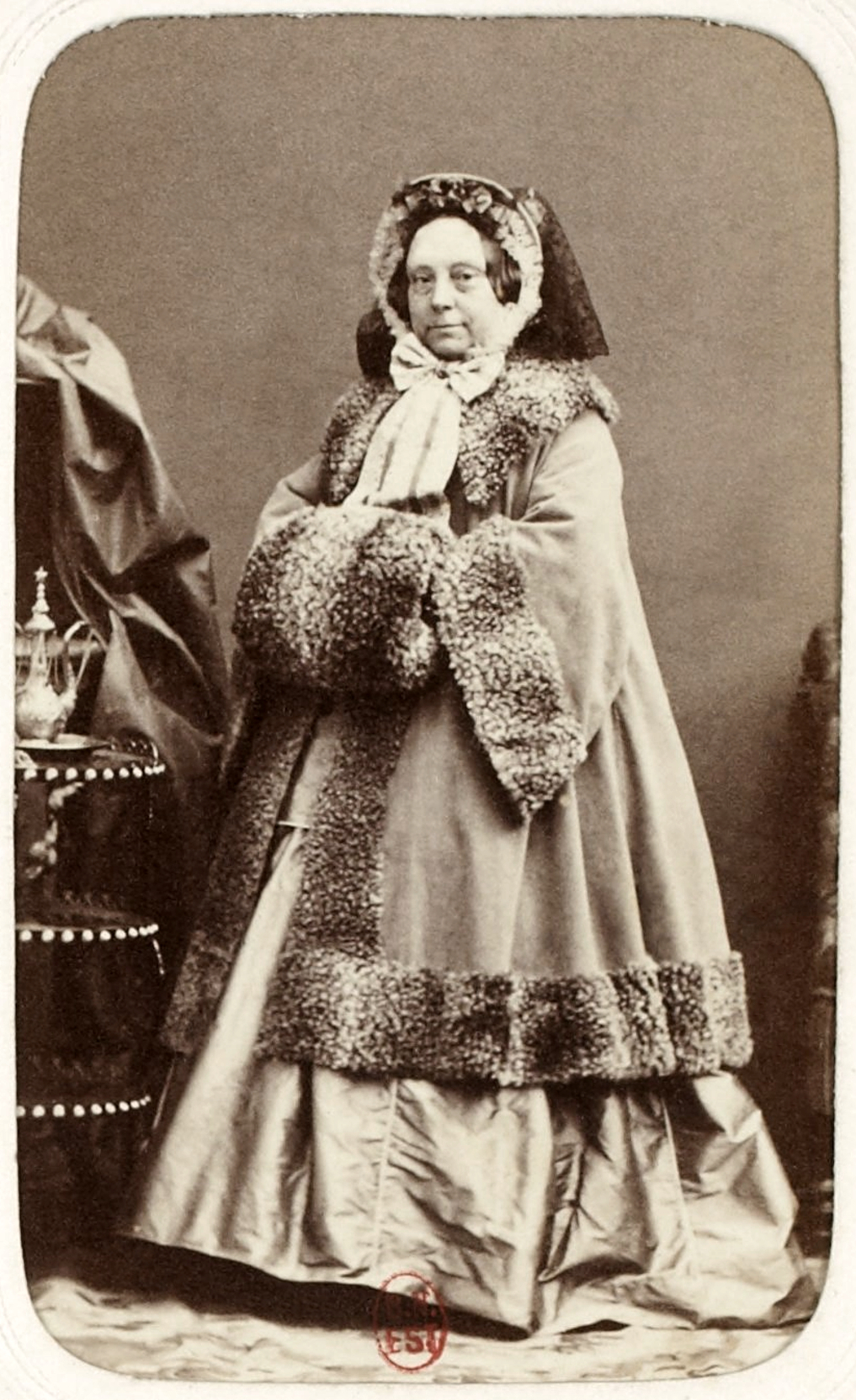
Comtesse Dash, ca.1860

Gabrielle Anne Cisterne de Courtiras, vicomtesse de Saint-Mars, född den 2 augusti 1804, död den 11 september 1872, var en fransk romanförfattare under pseudonymen comtesse Dash.
Gabrielle Anne Cisterne de Courtiras gifte sig tidigt och ägnade sig, efter att ha förlorat sin förmögenhet, åt litterär verksamhet. Hon utvecklade stor produktivitet.
Sina motiv hämtade hon från den förnäma världen, vars kärleksförvillelser hon skildrade i flera arbeten, som i La pomme d'Ève (1853) och Les derniers amours de m:me Dubarry (1864) med flera.
Några av hennes verk utgavs ännu 1888–1890. På svenska finns "En ung frus äfventyr" (1874). Hennes levnadsminnen utgavs 1896–1897 i sex delar under titeln Mémoires des autres.